# Корушка група НОП одреда
Корушка група НОП одреда је био партизанска формација у саставу Народноослободилачке војске и партизанских одреда Југославије током Другог светског рата у Југославији.

## Историјат
Током зиме 1943/44. знатно су нарасле партизанске снаге у Корушкој и у фебруару 1944. формирани Источнокорушки и Западнокорушки НОП одред. Наредбом Главног штаба Словеније од 24. априла 1944. почело је формирање Корушке групе НОП одреда, које је завршено крајем маја. Штаб
групе, као јединствено војно руководство над свим партизанским снагама у Корушкој, био је подређен Штабу 4. (штајерске) оперативне зоне. Крајем маја у Штаб Корушке групе НОП одреда, стигла је британска војна мисија, а нешто касније почеле су да стижу и авионске пошиљке оружја и војног материјала. У лето 1944. оба одреда знатно су ојачала и предузимала значајне акције. Источнокорушки НОП одред водио је борбу са Немцима у Целу 14. јуна, код Копривне 23. јуна (преко 90 погинулих и рањених Немаца), на Ебријаху 25. јуна, код Чрне 28. јуна и поновно са око 2500 Немаца 19—24. августа, који су претрпели веома тешке губитке. Западнокорушки НОП одред посебно се истакао у борбама код Ферлаха 11. јула, на Ебријаху 20. јула, поновно код Ферлаха 4. августа, Ајзенкапела 6. септембра. Минерске групе одреда извршиле су упоредо низ успелих диверзантских акција на железничким пругама: Дравоград—Клагенфурт (није радила од средине јула до 22. новембра 1944), Клагенфурт—Розенбах, Филах—Розенбах и Филах—Тарвизио, на љубељском и иезерском друму. Између Драве и Вертског језера  По наређењу ГШ Словеније од 12. септембра 1944. до краја септембра, расформирана је Корушка група НОП одреда која је тада имала преко 1000 бораца. Већи део људства ушао је у састав јединица 4. (штајерске) оперативне зоне, а нешто и у 9. корпус НОВЈ.